# El Europeo
El Europeo fou una revista barcelonina de publicació setmanal en castellà, activa entre els anys 1823 i l'abril del 1824, important per ser una de les vies d'entrada del romanticisme a Catalunya. Els seus fundadors van ser un grup intel·lectual que s'anomenava a si mateix com Escola romàntica-espiritista, format pels emigrats liberals italians Fiorenzo Galli i Luigi Monteggia, els escriptors catalans Bonaventura Carles Aribau i Ramon López i Soler, i l'anglès d'origen alemany Carles Ernest Cook. Va ser impresa a l'extinta casa Torner. Tot i que la publicació va tenir una vida curta i el seu contingut era bastant breu, El Europeo va ser la primera i més eficaç exposició del Romanticisme a Espanya.
La seva existència va ser possible gràcies a l'ocupació francesa de Barcelona que va acabar amb el Trienni Liberal. Amb el subtítol «Periódico de ciencias, arte y literatura», va ser la primera publicació romàntica en la qual alguns autors, com Bonaventura Carles Aribau i Ramon López i Soler, van obrir la porta a les inquietuds literàries i artístiques que inundaven Europa.
Aquesta publicació va defensar el romanticisme moderat i tradicionalista, seguint el model de Böhl, negant totalment els valors del neoclassicisme. En les seves pàgines, es fa per primera vegada una exposició de la ideologia romàntica amb un article de Luigi Monteggia titulat «Romanticismo». Un cop desapareguda, es considera que el diari El Vapor va succeir El Europeo com a portaveu del romanticisme i del progressisme.
La revista va ser publicada íntegrament en castellà en comptes de en la llengua autòctona de Catalunya a conseqüència d’una crisi cultural derivada d’una forta repressió sobre la identitat catalana per part del règim borbònic al s. XVIII.

## Context històric
El s. XIX va ser el segle del Romanticisme, estètica cultural i literària que va néixer i va morir al llarg d’aquesta centúria. És impossible definir amb exactitud el que representava el Romanticisme, però, es tractava d’un moviment intel·lectual, social i cultural tan complex que perdurarà en el temps més que el Renaixement o que el Neoclassicisme. (Luis Guarner) 
Durant el s. XVIII, a Espanya comencen a aparèixer els primers brots d’una rebel·lia contra el Neoclassicisme (estil que va precedir al Romanticisme), segurament impulsada per l’herència de Barroc tan significatiu de l’Espanya del s. XVII. Les tendències divergents amb el Neoclassicisme es poden apreciar al final del s. XVIII a les poesies de Meléndez Valdés, Cienfuegos i José Cadalso, així com a les novel·les i comèdies sentimentals de Los Sainetes, de Ramón de la Cruz. Tot i que aquestes tendències no eren encara romàntiques, es basen en els sentiments sobre els quals es van construir els fonaments del Romanticisme.
El terme “Romancista”, va aparèixer per primer cop a Espanya a la ciutat de Cadis, l’any 1805, derivat de les polèmiques que van sorgir entre els intel·lectuals arran de la imparable tendència a la nova estètica del Romanticisme. A partir del 1794 comencen a abundar cada cop més les traduccions de novel·les franceses que responien a la nova estètica sentimental, cada cop més exaltada (Chateaurbriand, Atala. 1808. Goethe, Werther. 1821). La principal causa d’aquesta tendència a la nova literatura francesa d’aquest nou ideal va ser l’alta demanda que va acompanyar el creixent interès en el Romanticisme a Espanya.
La primera publicació que va sorgir a Espanya sota el caràcter preromàntic va néixer a Barcelona el 1821, es va titular Periodico Universal de Ciencias, Literatura y Arte, i el va dirigir l'escriptor Ignacio Santponts i Barba. Però, s'ha de tenir en compte que aquesta publicació, encara que amb tendències del Romanticisme, no pertanyia a la nova escola, i tampoc en tenia la intenció.

## Contingut
La publicació va constar de tres volums: El primer, de 408 pàgines, el 1823, el segon, de 400 pàgines, el 1824, i el tercer, de 140 pàgines, també el 1824. A la portada de la publicació, els redactors van incloure dos versos de Manuel José Quintana que representaven tota una declaració d’intencions:

"Mente ambiciosa/vuélvete,
En fin a mejorar al hombre."

El títol de la publicació (El Europeo) feia referència al caràcter i als ideals moderns, cosmopolites i de progrés que hi havien ja instaurats a tot Europa. El contingut d’aquesta es destacava pel caràcter juvenil de l'estil Romàntic. Els seus redactors van posar de manifest aquesta intencionalitat mostrant el seu coneixement de les tendències que creixien a tot Europa, així com el seu entusiasme per la fraternitat universal que anava més enllà de les races, religions i nacionalitats.
A El Europeo, per primer cop a Espanya, es parla de doctrines d’estètica moderna. Buenaventura Carlos Arribau va ser l'encarregat d’exposar les idees de Schiller sobre els conceptes de la bellesa i el sublim. La publicació va ser acompanyada d’una ideologia individualista, subjectivista i contrària al racionalisme il·lustrat. Tot conforme amb les tendències romàntiques.
A les pàgines de El Europeo trobem assajos de la nova estètica, i també es jutgen i es comenten les principals obres literàries de la nova escola. Es donen notícies literàries de tot Europa a mesura que van sorgint, i així, gràcies a l'Europeo, les notícies literàries més importants d’Europa es publiquen a Espanya al mateix temps que a França, contribuint al desenvolupament del Romanticisme a Espanya. També es comenten a les seves pàgines l’actualitat intel·lectual i científica, sobretot als articles de Fiorenzo Galli i d'Ernesto Cook.
Se celebren les traduccions franceses del teatre de Shakespeare per Guizot, les de les obres de Lord Byron per Pichot i les dels drames de Schiller per Barante. També s'anuncien les aparicions de cada obra de Walter Scott a mesura que es van publicant.
Es compara també l'estètica romàntica a la literatura del s. XIX amb grans obres  d’escriptors, poetes i filòsofs d'altres temps, enaltint les seves obres. Monteggia, als seus articles, destacava la concordança de la nova estètica amb obres atemporals d'Homero i Virgili, Dante i Petrarca, Cervantes i Shakespeare, Camoens i Calderón de la Barca, Schiller i Lord Byron.
A la publicació es van tractar també els principals descobriments científics del moment, i es va parar molta atenció a la poesia popular i a les literatures orientals.

Els autors no van poder seguir dedicant-li a la publicació tot el temps que precisava, raó per la qual, el 24 d’abril del 1824, Arribau va publicar una nota en la qual va informar que El Europeo va arribar a la seva fi.

En resum, El Europeo va tractar a les seves pàgines la avantguarda del Romanticisme europeu, important-lo a Catalunya i a tot Espanya.

## Publicacións més destacades
- Sobre la literatura oriental. (Buenaventura Carles Arribau)
- Sobre l'estetica de Schiller. (Buenaventura Carles Arribau)
- Estudi de la ciència a l’Edat Mitjana. (Buenaventura Carles Arribau)
- Las ruinas. (Ramón Lopez Soler)
- Nuevos descubrimientos sobre la electricidad (Ernesto Cook)
- Traducción de diversos fragmentos de Sakuntala (Ernesto Cook)